# Giulio Zanon
Giulio Zanon (Bragni di Cadoneghe, 1892 – Selz, 30 giugno 1915) è stato un militare italiano.
Soldato del Regio Esercito, ha combattuto durante la prima guerra mondiale, venendo insignito della medaglia d'oro al valor militare alla memoria.

## Biografia
Nacque a Cadoneghe (Padova) nel 1892, figlio di Innocente e di Anna Belli. Militare di leva del Regio Esercito, si distinse nei soccorsi alla popolazione in occasione del terremoto di Avezzano, avvenuto il 13 gennaio 1915, in quella occasione salvò il suo ufficiale superiore, il Generale Lauro De Santis, rimasto sepolto tra le macerie del terrificante terremoto. Proposto per la concessione di una medaglia al valore e per una ricompensa della Fondazione Carnegie, con l'entrata in guerra del Regno d'Italia, il 24 maggio dello stesso anno, partì per il fronte. Soldato appartenente alla 9ª compagnia del 13º Reggimento fanteria il 30 giugno 1915, diede la vita a Selz per salvare un suo superiore, il tenente Ugo Leone. Fu tra le prime Medaglie d'oro al valor militare concesse durante la prima guerra mondiale (il primo fu il Sergente dei bersaglieri Giuseppe Carli, caduto a Monte Mrzli, 1º giugno 1915).
Il suo comune natale ne ha onorato la memoria intitolandogli il locale Istituto comprensivo, mentre quello di Padova gli ha intitolato una via.

### Periodici
- Ramella Bagneri Grato, Tücc'ün, n. 2, Biella, Associazione Nazionale Alpini sezione di Biella, giugno 2014,  p. 5.